# Gospićka katedrala
Katedrala Navještenja Blažene Djevice Marije u Gospiću postala je katoličkom katedralnom crkvom 25. svibnja 2000. godine osnutkom Gospićko-senjske biskupije.
Prvotno kao župna crkva, današnja Katedrala izgrađena je između 1781. do 1783. godine u baroknom klasicizmu i primjer je tipizirane krajiške crkve 18. stoljeća.
Tijekom Domovinskog rata crkva je bila metom napada, a 15. rujna 1991. bila je i zapaljena. Tom su prilikom izgorjeli krov i kapa zvonika s unutrašnjošću, a zvona su rastopljena, dok je unutrašnjost Katedrale bila oštećena paljevinom. Obnova je počela tijekom Domovinskog rata, pred Božić 1992. godine pokrivena je. Dobrim je dijelom završena do 22. srpnja 1999. godine.